# Elvy Ahlbeck
Elvy Linnéa Ahlbeck, född 24 april 1931 i Skallmeja i Västergötland, död 29 juli 2001 i Kalmar, var en svensk kriminalförfattare. År 1964 fick  hon Sherlock-priset för Mord utan förbindelse.

## Biografi
Elvy Ahlbeck  var adoptivdotter till Ernst Sätherdal och Maria (Maja) Sätherdal, född Andersson. År 1951 tog hon studentexamen i Skara. Hon läste litteraturhistoria och nordiska språk vid Lunds universitet åren 1951–1954.  Åren 1954–1968  var hon gift med Jan Olof Ahlbeck som var rektor i Borgholm och paret fick två söner. Under denna tid arbetade hon som frilansjournalist.  Efter skilsmässan tog hon upp studierna och tog en filosofie magisterexamen 1970. Därefter gick hon Lärarhögskolan i Malmö och undervisade från 1972 vid Stensöskolan i Kalmar. Elvy Ahlbeck är gravsatt i minneslunden på Uppsala gamla kyrkogård.

## Priser och utmärkelser
- 1964 – Sherlock-priset för Mord utan förbindelse